# Compromiso por Galicia
Compromiso por Galicia (CxG) es un partido político español de ámbito gallego que se define como galleguista, progresista y europeísta.
Desde el Consejo de París de 2019 en el que firmó su adhesión, es miembro de pleno derecho del Partido Demócrata Europeo.
La adhesión contó con un discurso en lengua gallega donde se ponía en alza la centralidad de Galicia en Europa y su papel como conexión atlántica y a los caminos de Santiago como uno de los pilares de la construcción europea.

## Ideología
Entre sus propuestas están reforma de la ley electoral gallega para la creación de una circunscripción única de cara a todas las elecciones de ámbito superior al local y la implantación de listas abiertas, así como la mejora de la transparencia pública, fomentar la participación ciudadana mediante iniciativas legislativas populares y la regulación de la financiación de los partidos políticos y sus campañas electorales.
Considera a Galicia como "país en términos sociales y culturales" y afirma que con la autonomía aún se puede "conquistar las máximas competencias"; por lo que su fin inmediato es lograr un nuevo estatuto de autonomía. Asimismo también promueve un modelo de desarrollo económico sostenible respetuoso con el medio ambiente y que fomente la innovación. Defiende una España republicana y plurinacional.
Asimismo la formación intenta jugar el rol más centrista dentro del galleguismo organizado, fortaleciendo sus vínculos con el Partido Nacionalista Vasco y otras formaciones nacionalistas y centristas como Coalición Canaria.[cita requerida]

## Historia
El 16 de diciembre de 2012, Compromiso por Galicia se constituyó como partido político, disolviendo las siglas de los partidos que conformaban la coalición, pasando a haber únicamente militancia individual. En el congreso constituyente, Xoán Bascuas fue elegido por unanimidad secretario general. Los integrantes de su primer Consello Político Nacional fueron escogidos por votación directa en listas abiertas. Las reuniones y negociaciones que condujeron a esta primera Asamblea Constituyente del partido tuvieron lugar previamente entre distintas organizaciones de carácter galleguista de centro y parte de afiliados que apoyaron o integraron una de las candidaturas de la última asamblea nacional del BNG, que discurrió como se describe a continuación de una forma detallada.

### Precedentes
El 26 de enero de 2012, se celebró la XIII Asamblea Nacional del Bloque Nacionalista Galego (BNG), en la que se eligió la dirección así como su portavoz nacional y su candidato a la Junta de Galicia, bajo una profunda división interna en el partido. Se presentaron tres listas: Alternativa pola Unidade (ApU), con el apoyo de Unión do Povo Galego y con Guillerme Vázquez como portavoz y Francisco Jorquera como candidato; otra lista encabezada por Máis Galiza y Encontro Irmandiño (+G-EI), con el apoyo de Colectivo Socialista, Partido Nacionalista Galego-Partido Galeguista, Esquerda Nacionalista, Inzar, Unidade Galega y Espazo Socialista Galego, con Xosé Manuel Beiras como portavoz y Carlos Aymerich como candidato; y una lista del Movemento Galego ao Socialismo, encabezada por Rafael Vilar.
Finalmente, Guillerme Vázquez resultó reelegido portavoz nacional con 2123 votos frente a los 1823 que obtuvo Xosé Manuel Beiras; y Francisco Jorquera, candidato a la presidencia de la Junta de Galicia con 2338 (53 %) frente a los 2043 votos (46 %) conseguidos por Carlos Aymerich. La Ejecutiva del partido se formó con 7 miembros de ApU, 7 de +G-EI y 1 de MGS; asimismo, la votación del Consejo Nacional deparó 2164 apoyos (48 %) para ApU, 2026 (45 %) para +G-EI y 248 (5 %) para MGS.
Tras la citada asamblea, debido a las tensiones internas e ideológicas, partidos como Encontro Irmandiño y Esquerda Nacionalista decidieron abandonar el BNG. Igualmente, la corriente Máis Galiza, la segunda fuerza más votada tras Unión do Povo Galego, y el Partido Nacionalista Galego-Partido Galeguista anunciaron sendas asambleas propias para decidir su continuidad.
Poco más tarde, Máis Galiza decidió en asamblea, con un 69 % de los votos a favor, constituirse en partido político y abandonar el BNG. Xoán Bascuas resultó elegido secretario general de la formación y fueron aprobados unos nuevos estatutos y un documento político. Sin embargo, su hasta entonces líder Carlos Aymerich se opuso a la escisión y anunció su continuidad en el BNG, así como cerca del 29 % de la asamblea favorable a ello, entre ellos dirigentes históricos del nacionalismo gallego como el antiguo líder de Unidade Galega Camilo Nogueira Román o Xesús Veiga de Inzar. Pese a la escisión, la mayor parte de los cargos electos de Máis Galiza, esto es, 11 alcaldes, diversos concejales y los 4 diputados autonómicos, optaron por no abandonar el BNG.
Igualmente, el 18 de marzo de 2012, el Partido Nacionalista Galego-Partido Galeguista (PNG-PG) también decidió en asamblea abandonar el BNG. Por su parte, Esquerda Nacionalista, formación recién escindida del BNG, anunció que dejaba sus siglas en un "estado latente" para colaborar de pleno en el nuevo proyecto político liderado por Máis Galiza.

### Constitución
Al poco tiempo Máis Galiza comenzó a establecer contactos con otras fuerzas nacionalistas como Encontro Irmandiño y Espazo Ecosocialista Galego con vistas a formar un nuevo referente nacionalista gallego alternativo al Bloque Nacionalista Galego. Finalmente, en mayo de 2012 se anunció la creación de Compromiso por Galicia, con la confluencia de Máis Galiza, Ecogaleguistas y Acción Galega. También se adhirieron al proyecto el Partido Nacionalista Galego-Partido Galeguista (PNG-PG) y la histórica Coalición Galega (CG), habiendo asistido sus dirigentes a actos de la nueva organización. El 21 de junio de 2012 se anunció la incorporación a Compromiso por Galicia de un sector del colectivo Unidade da Esquerda Galega, grupo escindido del PSdG-PSOE, y en septiembre la del exdiputado del PSdG Miguel Barros.
Encontro Irmandiño, organización también escindida del BNG y liderada del Xosé Manuel Beiras, también mostró su voluntad de confluir en una organización común, pero propuso que el proyecto se creara desde asambleas de las bases y no desde acuerdos entre las cúpulas dirigentes de las organizaciones. En las asambleas convocadas por Encontro Irmandiño, en las que se permitía la libre participación, hubo algunas tensiones con los militantes de Frente Popular Galega (FPG) y Causa Galiza, organizaciones de un perfil más izquierdista e independentista. Este proceso culminó con la creación un proyecto diferenciado de Compromiso por Galicia, Anova-Irmandade Nacionalista.

### Participación electoral
En las elecciones al Parlamento de Galicia de octubre de 2012, tras varios meses de incertidumbre al respecto, Compromiso por Galicia finalmente se presentó en solitario, pese a anunciar que se presentaría en “coalición técnica” con Anova-Irmandade Nacionalista, Esquerda Unida y Equo. Por su parte, Espazo Ecosocialista Galego abandonó la formación en septiembre de 2012 para pasarse a la coalición de los partidos anteriores, Alternativa Galega de Esquerda. Tras las elecciones, en las que Compromiso por Galicia obtuvo 14 459 votos (1,01 %), Terra Galega, que se había incorporado en agosto, abandonó la formación aludiendo a que prefería conformar su propio partido galleguista de centro.
En las elecciones al Parlamento Europeo de 2014 la formación acude junto con Convergència i Unió, Partido Nacionalista Vasco y Coalición Canaria en la Coalición por Europa. Paulo Carlos López es el cabeza de lista de CxG en la candidatura, ocupando el sexto puesto.
En las elecciones generales de 2015 y 2016 de España, Compromiso por Galicia se presentó dentro de Nós-Candidatura Galega junto con Bloque Nacionalista Galego, Fronte Obreira Galega, el Partido Comunista do Povo Galego y el Partido Galeguista.
Para las 
Elecciones al Parlamento Europeo de 2019 se presenta dentro de Coalición por una Europa Solidaria en la que se incluyen el Partido Nacionalista Vasco (PNV), Coalición Canaria,
Proposta per les Illes (PI) y Demòcrates Valencians (DV).
En las elecciones al Parlamento de Galicia de 2020 se presentan bajo la candidatura Marea Galeguista conformada por Compromiso por Galicia, Partido Galeguista Demócrata y En Marea. Su candidato para presidente de la Junta de Galicia fue Pancho Casal.
En enero de 2024, el partido anuncia que se sumaría a la coalición electoral Espazo Común Galeguista de cara a la participación en las elecciones al Parlamento de Galicia de 2024.

## Miembro del Partido Demócrata Europeo[37]
Desde la celebración del II Congreso Nacional en enero de 2017 Juan Carlos Piñeiro es elegido secretario general y se producen cambios en la dirección del partido que finalmente llevarían al III Congreso Nacional en septiembre de 2019 donde este es reelegido. En este mismo III Congreso Nacional se aprueba la resolución para formalmente pedir entrar a formar parte de la familia del Partido Demócrata Europeo.
Por vez primera, un partido político de ámbito exclusivamente gallego forma parte de la estructura de un partido europeo. Una entrada que se fue forjando con una serie de invitaciones a Congresos Europeos del PDE-EDP donde participaron el Secretario General, Juan Carlos Piñeiro y el Secretario de Organización, Daniel Lago,  asistiendo a los congresos de Bilbao y Liubliana. También en ese mismo año colabora en la presentación en Lugo del "Manifiesto" para una renovación de la Unión Europea. Finalmente en el Congreso de París de noviembre de 2019 entra a formar parte de pleno derecho del PDE-EDP.

## Formaciones creadoras
- Máis Galiza, partido nacionalista de ideología socialdemócrata, surgió de una antigua corriente interna del BNG creada en 2009. El 11 de marzo de 2012 decidió en asamblea constituirse en partido político y escindirse del Bloque, debido a diferencias ideológicas y organizativas con la candidatura promovida por la Unión do Povo Galego (UPG), ganadora de la XIII Asamblea del BNG. Su secretario general es Xoán Bascuas, más tarde candidato de CxG a la presidencia de la Junta de Galicia en las elecciones autonómicas de octubre de 2012.

- Acción Galega, organización política de centro progresista transversal, liderada por el empresario Rafael Cuíña, anterior miembro del Partido Popular de Galicia. Otros miembros destacados de dicha organización son la exconsejera del bipartito gallego Teresa Táboas o el exsenador del BNG Xose Manuel Pérez Bouza.[41]

- Espazo Ecosocialista Galego, también conocidos como Ecogaleguistas, está liderada por Xoán Hermida y tiene un perfil más ecosocialista.[42] Sin embargo, en septiembre de 2012 abandonó CxG para integrarse en Alternativa Galega de Esquerda.

- Otras formaciones que también se pueden considerar integradas en el proyecto son el 
  - Partido Nacionalista Galego-Partido Galeguista (PNG-PG),
  - Esquerda Nacionalista,
  - Espazo Socialista Galego,
  - un sector de Unidade da Esquerda Galega,
  - Partido Galeguista Demócrata (PGD),[43][44]
  - Unidade Veciñal 26 de abril de Carral,
  - Partido Galeguista de A Estrada,
  - Alternativa Popular Galega (APGA, escisión del PPdG) y
  - Coalición Galega:
    - Sectores del Partido Galeguista,
    - Sectores de UCD,
    - Partido Gallego Independiente,
    - Centristas de Orense.